# Phineas Pett

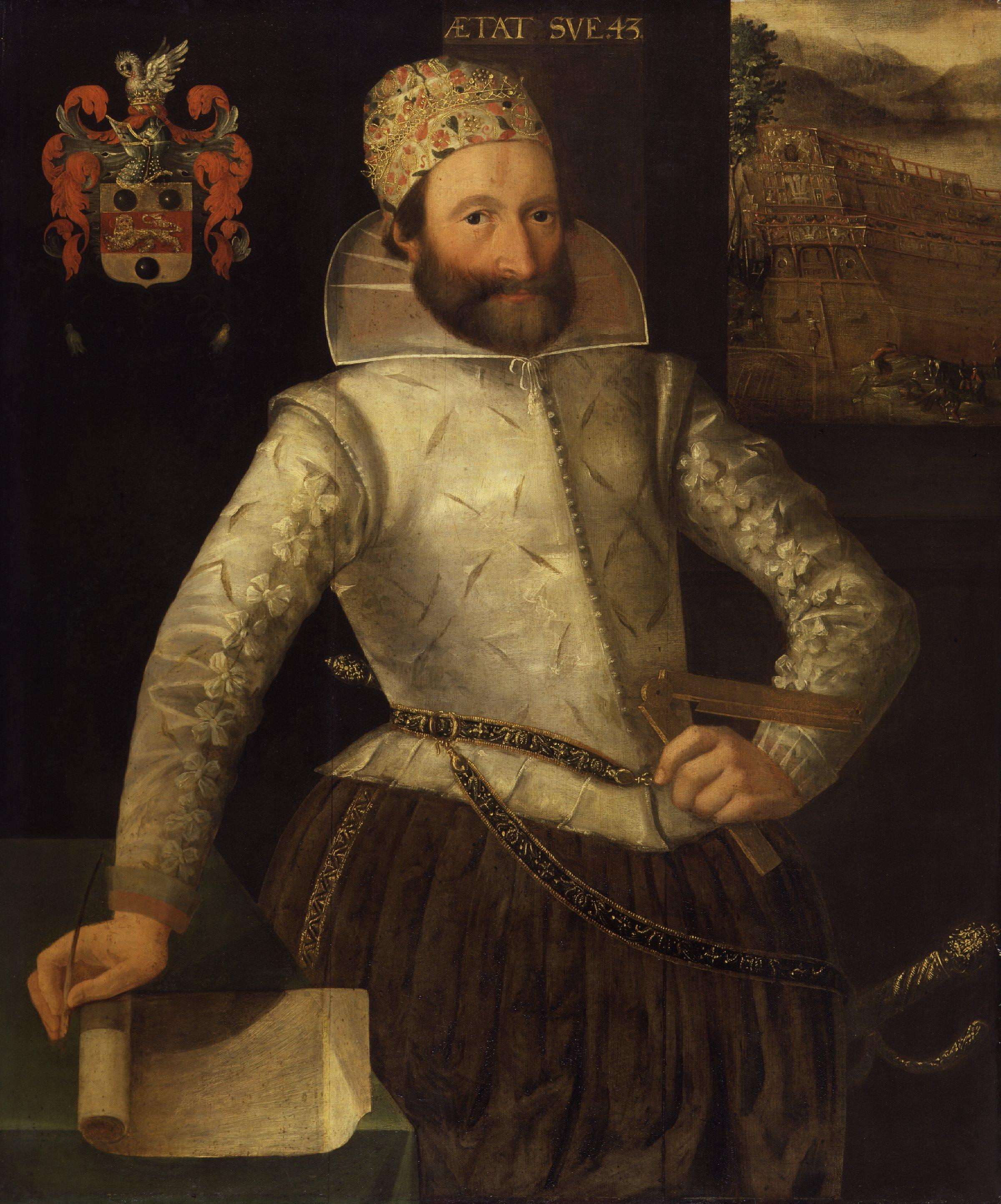
Phineass Pett

Phineass Pett (ur. 1570 w Deptford, zm. 1647 w Chatham) – angielski XVI/XVII-wieczny szkutnik.
Phineas Pett urodził się w Deptfort jako drugi syn Petera Petta (zm. 1589), głównego szkutnika w Deptford, pochodzącego ze słynnej angielskiej rodziny szkutników z czasów Tudorów i Stuartów, działającej w okresie od schyłku XV do końca XVII wieku. Miał starszego brata imieniem Józef, który również był szkutnikiem. Phineas rozpoczął pracę jako cieśla pod kierunkiem ojca, później pracował ze szkutnikiem Richardem Chapmanem i studiował teorię budowy okrętów pod kierunkiem słynnego szkutnika królewskiego (ang. Master Shipwright) Matthew Bakera, który był twórcą "strzyżonych" galeonów (m.in. "Revenge") z epoki elżbietańskiej. W 1601 Phineas został asystentem swojego brata Józefa, głównego szkutnika w Chatham, a następnie objął to stanowisko po jego śmierci w 1605 roku.
Phineas Pett nie wyróżniał się wtedy doświadczeniem w budowie znaczących żaglowców, ale nie bał się stosować nowatorskich rozwiązań i publicznie ścierał się z trzymającymi się tradycji szkutnikami, czym zasłużył sobie na niechęć kolegi po fachu Matthew Bakera. Niekonwencjonalne wizje nowego wielkiego okrętu Petta znalazły poparcie u króla Jakuba I, czego efektem był, zrealizowany w 1610 roku, śmiały projekt "Prince Royal", który znacząco ugruntował jego pozycję jako szkutnika.  W 1631 Pett roku został mianowany komisarzem królewskim do spraw floty w Chatham, otrzymując znaczną wówczas kwotę 200 funtów rocznego wynagrodzenia. Funkcję tę Pett sprawował aż do swojej śmierci w Chatham, gdzie został pochowany 21 sierpnia 1647.
Phineas Pett miał trzech przyrodnich braci, bratanka, dwóch synów i wnuka, którzy również zajmowali się szkutnictwem, wszyscy określani byli mianem "dynastii Pettów". Największe sukcesy spośród nich odnosił syn Phineasa, Peter Pett, który wraz z ojcem zaprojektował i zbudował w 1637 roku słynny okręt "Sovereign of the Seas".